# Università dell'Arizona
L'Università dell'Arizona (UA) è un istituto pubblico di istruzione superiore, con sede nel campus di Tucson.

## Descrizione
La più antica università dello Stato dell'Arizona, fondata nel 1885, comprende al suo interno anche la scuola di medicina statale. Si estende su un'area di oltre 12,5 ettari. 
Ha un corpo studenti di oltre 37 000 unità. La sua facoltà di archeologia è una delle più rinomate della nazione, così come quelle di antropologia, sociologia, idrologia, astronomia e astrofisica.
L'università dell'Arizona è l'istituto di istruzione superiore che riceve ogni anno il maggior numero di fondi dalla NASA, come dimostrato anche dal recente progetto di costruzione del Giant Magellan Telescope, un telescopio che utilizzerà due specchi di oltre 8 metri, che, una volta completato, sarà il più grande e avanzato telescopio ottico del mondo, e dal ruolo centrale che ha avuto la facoltà di astrofisica nella missione Phoenix Mars Lander della NASA inviata a studiare i poli di Marte.
L'attuale rettore, insediatosi il 1º luglio 2006, è il professor Robert Shelton; che è succeduto al professor Peter Likins.

Logo delle società atletiche dell'Università dell'Arizona.